# Astragalus baitagensis
Astragalus baitagensis es una especie de planta del género Astragalus, de la familia de las leguminosas, orden Fabales.
Fue descrita científicamente por Sancz. ex N. Ulziyhk.